# I ала астуров
I ала астуров (лат. Ala I Asturum) — вспомогательное подразделение армии Древнего Рима, относящееся к типу ala quinquagenaria.
Ала была сформирована в I веке из астуров, проживавших на севере Пиренейского полуострова. Ко времени правления династии Флавиев ала дислоцировалась в Германии, откуда она была впоследствии переведена в Мёзию. Подразделение принимало участие в захвате Дакии в правление императора Траяна, где и была размещена в крепости Гемисара.